# شهرستان ووچیاو
شهرستان ووچیاو (به لاتین: Wuqiao County) یک شهرستان‌های جمهوری خلق چین در چین است که در کانگجو واقع شده‌است.
 شهرستان ووچیاو ۵۸۳ کیلومتر مربع مساحت و ۲۸۰٬۰۰۰ نفر جمعیت دارد.